# 旅行证件

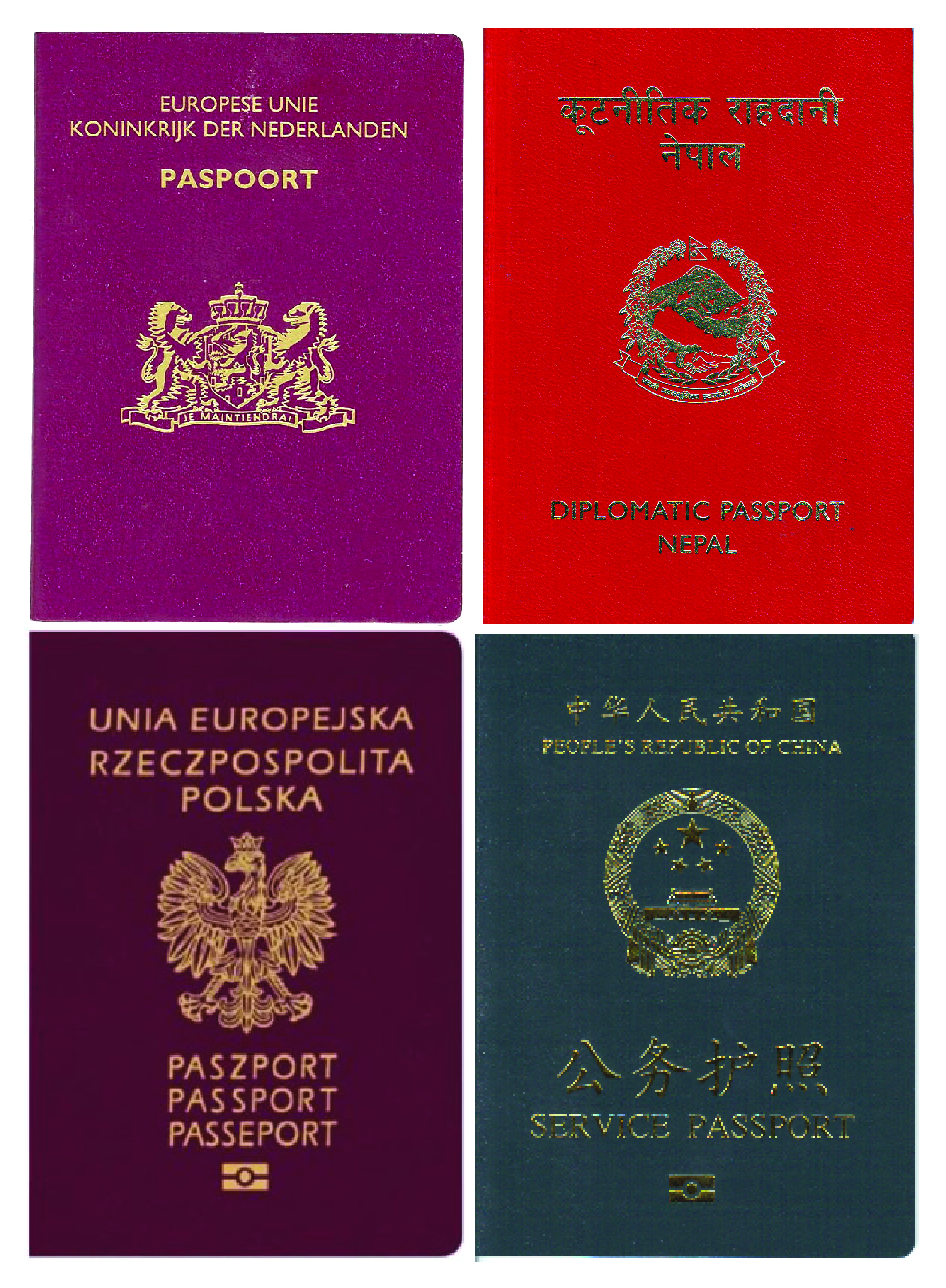
护照是旅行证件的一种

旅行证件指一国政府依照法律规章或国际协议颁发并被外国承认和接受可用做国际旅行凭证的各种证件的总称，包括具有国际法主体资格的国际组织按其章程颁发的通行证。旅行证件通常向其他政府保证：持证人可以返回发证国。旅行证件通常为小册子形式，以允许其他政府（司法管轄區）发放签证以及出入境查驗章戳。 
旅行证有广义和狭义两种。广义是指包括护照和旅行证件在内可供国际旅行使用的各种证件；狭义是指除护照以外的旅行证件，即护照代用证件。
旅行证件有时并不用于证明国籍，如難民旅行證。

## 护照
护照除了作为旅行证件，还用于证明具有发证国国籍。有些国家明确不承认不被其外交承认的政府签发的护照。

### 非公民护照

#### 拉脱维亚与爱沙尼亚
在拉脱维亚与爱沙尼亚，非公民是指自苏联时代就定居于此的俄罗斯裔、乌克兰裔、白俄罗斯裔居民。
这两个国家的非公民被颁发特殊的非公民护照。

#### 美属萨摩亚
虽然所有美国公民都有美国国籍，但反之不成立。根据美國法典第8编 § 第1408節，与美国的联系限于出生在海外非建制领土(根据美國法典第8编 § 第1101節是指美属萨摩亚与斯温斯岛）或者这种人的后裔，可以获得美国国籍但不是美国公民。
这种护照在标记页写有： "THE BEARER IS A UNITED STATES NATIONAL AND NOT A UNITED STATES CITIZEN." 
此类人可以在美国自由迁徙、定居、工作，但不能参加任何联邦或州的选举与被选举。

#### 香港特别行政区
在香港回归前，所有於香港以外出生者、或非香港出生的父母所誕下的子女，如在取得永久居留權後未曾向香港入境事務處（以下簡稱「入境處」）申請歸化入籍為英國屬土公民，也會被定義為外籍人士，也不符合領取英國屬土公民護照或英國國民（海外）護照的規定。有關人士如需到外地旅遊，可到入境處申請領取香港身份證明書。現時，除了部份少數族裔持有者因為主權移交後變成無國籍人士而得到英國公民身份外，香港華裔人士持有者因為回归後被賦予中國籍身份而可以改領香港特別行政區護照。
此外，來自内地的人士如尚未成為香港永久性居民並需要出外旅遊的人士，可向入境處領取香港簽證身份書作為旅遊證件，直至取得永久性居民身份，從而改為領取香港身份證明書或歸化成為英國屬土公民。香港回归後，由於持證者本身為中國籍人士，因此有關人士只需達到成為永久居民申請條件後，無需再申請歸化即可改持香港特別行政區護照。

#### 澳門特别行政区
在澳門回归前，葡萄牙政府發給葡萄牙給外國人護照在澳門殖民地的外籍人士作旅行證件用，此證件在2001年12月19日失效。
此外，來自内地的人士如尚未成為澳門永久性居民並需要出外旅遊的人士，可向身份證明局領取澳門旅行證作為旅遊證件，直至取得永久性居民身份，從而改為領取葡萄牙給外國人護照。澳門回归後，由於持證者本身為中國籍人士，因此有關人士只需達到成為永久居民申請條件後，無需再申請歸化即可改持澳門特別行政區護照。

## 通行证与应急护照

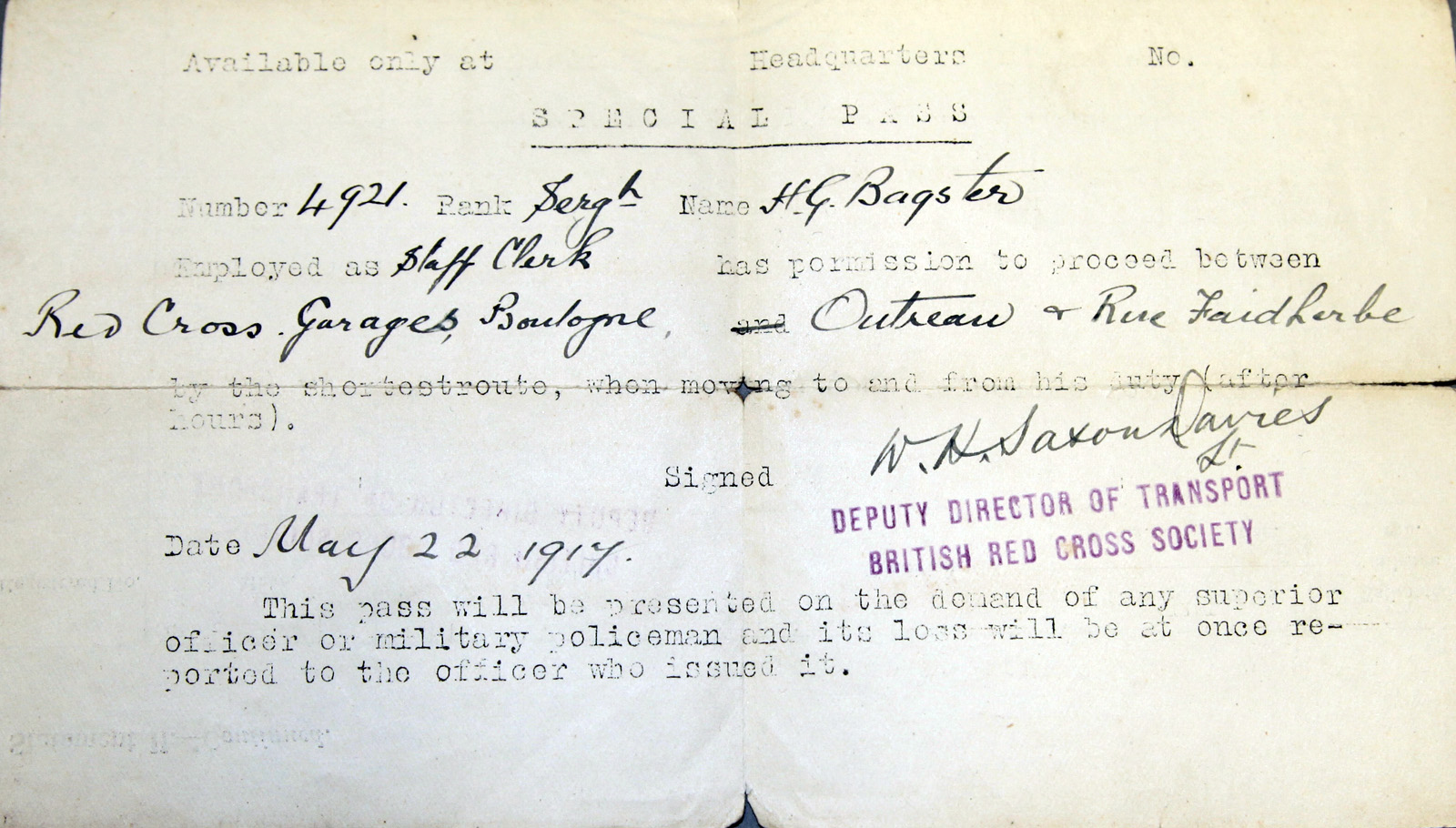
第一次世界大战时，英国红十字会在滨海布洛涅签发的特别通行证。

通行证 (laissez-passer)是一个政府或国际组织（如联合国）签发的旅行证件。通常是单程证，用于返回到签发国。有些签发给自己的国民作为应急护照，或者签发给无国籍人，或不能从自己国家获得护照的人，或者所属政府不被签发国承认的情形。 
根据移交尸体协定，可以给跨境移交屍體签发通行证以使归葬于故国。

## 以色列旅行证件
以色列政府签发护照给居住在巴勒斯坦当局管辖领土以外的巴勒斯坦公民护照，以及居住在戈兰高地的叙利亚公民护照。

### 归化以色列公民
对于移民到以色列的人不能立即发给以色列护照，直至获得公民权后的第一年在以色列至少居住了75%时间。这种人在获得公民权后的第一年发给以色列公民旅行证。

## 联合国旅行证
联合国通行证《United Nations Laissez-Passer》是联合国和各专门机构、国际劳工组织根据《联合国特权和豁免公约》和《专门机构特权和豁免公约》的有关规定向本机构的职员颁发一种具有护照效力的身份证件，仅限于公务用途。有红皮通行证和蓝皮通行证两种，其效力分别相当于外交护照和公务护照。按照上述公约的规定，联合国会员国当局承认并接受联合国通行证为有效的旅行证件，但持证人应按有关国家的规定申请必要的签证。
聯合國科索沃臨時行政當局特派團 (UNMIK)在2000年至2010年签发UNMIK旅行证给科索沃居民。

## 欧洲共同体通行证
欧洲共同体通行证（European Communities Laissez-Passer）系欧洲共同体的组成机构根据1965年4月8日在布鲁塞尔签订，1967年7月1日生效建立欧洲共同体单一委员会条约关于欧洲共同体特权与豁免附加议定书第7条第1款的规定颁发给在本机构内任职的官员及其驻外机构的官员使用的身份证件和国际旅行证件。

## 外籍与难民

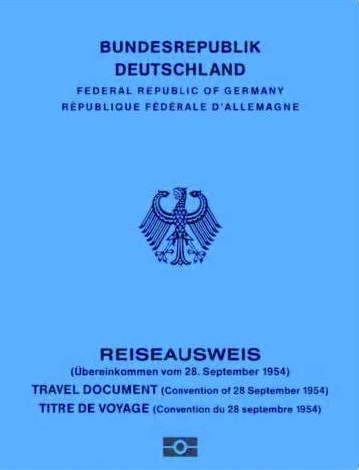
德国签发的1954年公約旅行證的正面

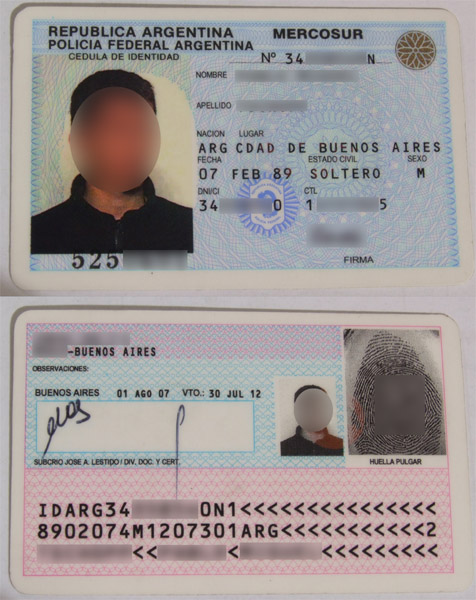
阿根廷签发的Cédula de identidad

- 公约旅行证（Convention Travel Document）泛指一国政府根据有关国际公约的规定向境内外国难民和无国籍人颁发的旅行证的总称。通常特指一国政府根据1951年7月28日联合国《难民地位公约》和1967年1月31日《难民地位议定书》的规定颁发的难民旅行证，以及根据1954年9月28日联合国《无国籍人地位公约》的规定颁发的无国籍人旅行证。
  - 難民旅行證 (1951年公約旅行證)
  - 1954年公約旅行證（无国籍人旅行证）
- 外国人旅行证（Travel Document for Aliens），俗称外侨旅行证，系一国政府依照法律规章颁发给居住在本国境内外国人的旅行证。发证国颁发此种旅行证的目的，在于向持证人提供一种能用作代替其国籍国护照的旅行证，供持证人到发证国以外旅行。旅行证必须有持证人签名方为有效。旅行证的有效地区和有效期由发证机关根据持证人的具体情况确定。持此种旅行证不影响持证人的国籍。不享有发证国领事保护，也不免除持证人遵守发证国有关外国人居留和出入境的规定。持证人如欲返回发证国，一般需要持有有效的入境签证或入境许可证。不过此种用途旅行证件亦有可签发给拥有签发国国籍之人，如:香港特别行政区签证身份书、澳门特别行政区旅行证，这些证件在符合签发条件的前提下是可以签发给中国公民的。

## 其他旅行证件

### 海员证
海员证是由各国政府海事部门为在从事国际航行的船舶上工作的本国海员颁发的护照代用证件，为各国政府所承认。

### 归国证明书
归国证明书是一国政府颁发的一种护照代用证件，供本国公民在護照失效或喪失等狀況時，应急单程回国使用。

### 公民身份证
身分证一般用于国内。欧盟公民、歐洲經濟區与瑞士公民可以使用歐洲經濟區公民身分证，无需签证而在上述地区自由迁徙定居。大部分南美国家公民持身份证无签证访问其他南美国家。香港和澳門永久性居民可持身份證分別前往澳門和香港，唯與其他訪客同樣需要接受出入境管制並附有逗留條件限制。

### 驾照
驾照通常不能作为跨境旅行证件。但在美国与加拿大的部分地区，可增加额外费用与额外信息获得增强型驾驶执照，用于往来美加。

### 事实上的旅行证件
事实上的旅行证件是指能跨境旅行，但没有法律状态的证件。
在共同旅行区 ，即爱尔兰、英国、曼岛、泽西岛和根西岛之间旅行，对英国与爱尔兰公民不需要证件，但其他人必须建立假定符合跨境的条件。
北歐護照聯盟也是对内部各国公民无需证件而自由迁居。

### 其他辨识方法
严格讲，欧盟公民、歐洲經濟區与瑞士公民可以用“任何其他方式”（如果其的身份证或护照，或公民证明）获得区域内自由迁居权。